# Associazione Calcio Trento 1972-1973
Questa voce raccoglie le informazioni riguardanti l'Associazione Calcio Trento nelle competizioni ufficiali della stagione 1972-1973.

## Rosa
| N. |                   | Ruolo | Calciatore        |
| -- | ----------------- | ----- | ----------------- |
|    | Italia (bandiera) | D     | Marino Apostoli   |
|    | Italia (bandiera) | C     | Giannino Babbo    |
|    | Italia (bandiera) | A     | Bruno Baveni      |
|    | Italia (bandiera) | A     | Paolo Bergamo     |
|    | Italia (bandiera) | P     | Leonorio Borghese |
|    | Italia (bandiera) | P     | Giorgio Caliari   |
|    | Italia (bandiera) | A     | Giovanni Compagno |
|    | Italia (bandiera) | D     | Walter Dal Dosso  |
|    | Italia (bandiera) | D     | Eliseo Fabbro     |
|    | Italia (bandiera) | A     | Luigi Frigo       |
|    | Italia (bandiera) | D     | Gianfranco Marchi |

| N. |                   | Ruolo | Calciatore             |
| -- | ----------------- | ----- | ---------------------- |
|    | Italia (bandiera) | A     | Alberto Medeot         |
|    | Italia (bandiera) | A     | Bruno Meneghetti       |
|    | Italia (bandiera) | A     | Fernando Milanesi      |
|    | Italia (bandiera) | A     | Silvano Neri           |
|    | Italia (bandiera) | A     | Enrico Pellegrini      |
|    | Italia (bandiera) | C     | Salvatore Ramnpanti    |
|    | Italia (bandiera) | D     | Gian Paolo Sartori     |
|    | Italia (bandiera) | A     | Marcello Scali         |
|    | Italia (bandiera) | D     | Giambattista Turinelli |
|    | Italia (bandiera) | C     | Domenico Zambianchi    |